# Hyperplatys pardalis
Hyperplatys pardalis är en skalbaggsart som först beskrevs av Bates 1881.  Hyperplatys pardalis ingår i släktet Hyperplatys och familjen långhorningar.
Artens utbredningsområde är:
- Guatemala.
- Honduras.

Inga underarter finns listade i Catalogue of Life.